# Toy Gallery

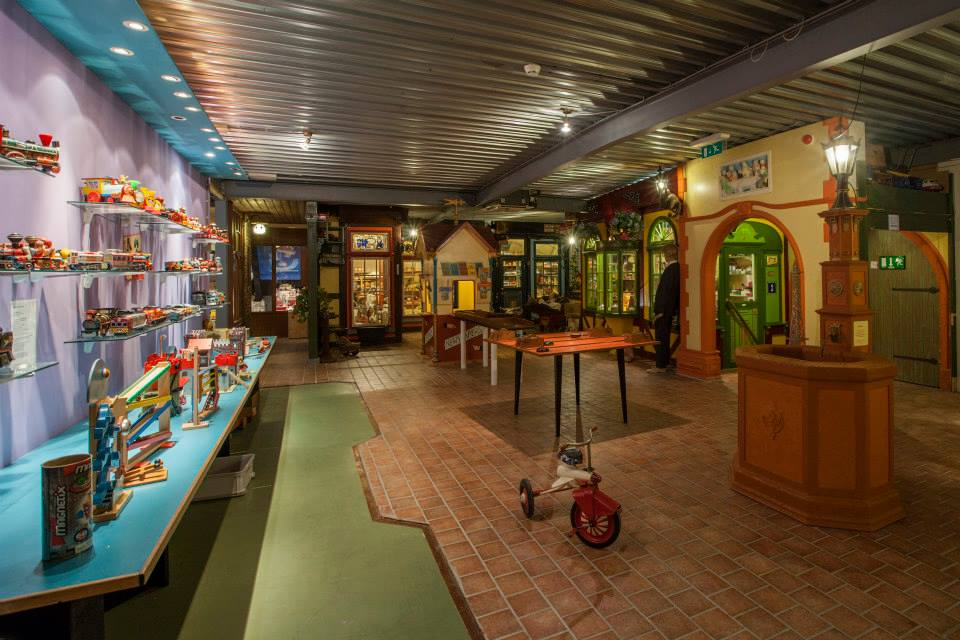
Interieur van het speelgoedmuseum Toy Gallery te Brummen

Toy Gallery  was een speelgoedmuseum in de Gelderse plaats Brummen. Het museum heette voorheen Stichting Speelgoedmuseum Barneveld.
Het museum was 500 m² groot en toonde een overzicht van speelgoed uit de afgelopen 150 jaar. Het werd beheerd door Stichting Speelgoedmuseum Brummen. In het museum werkte een groep vrijwilligers.